# 埃德温·罗伯茨
埃德温·罗伯茨（英語：Edwin Roberts，1941年8月12日—），特立尼达和多巴哥男子田径运动员。他曾代表特立尼达和多巴哥参加1964年、1968年和1972年夏季奥林匹克运动会田径比赛，获得二枚铜牌。